# Selita Ebanks
Pour les articles homonymes, voir Ebanks.
Selita Ebanks est un mannequin, originaire des Îles Caïmans, née le 15 février 1983. Elle est un Ange Victoria's Secret entre 2005 et 2008.

## Biographie

### Enfance
Selita Ebanks est née à George Town, Grand Cayman, aux Îles Caïmans et a grandi dans une famille nombreuse, elle a sept frères. Jeune, elle préférait le basketball, le foot et le tennis à la danse. Elle est d'origines africaine, indigène, américaine et irlandaise. 
En 2000, Selita est acceptée dans la prestigieuse Université Columbia et s'installe alors aux États-Unis.
Elle est ensuite repérée par un chasseur de tête de l'agence Elite dans les rues de New York et décide donc d'abandonner ses études pour se lancer dans le mannequinat.

### Carrière
Selita Ebanks défile pour la première fois durant la saison Automne/Hiver 2001 pour la marque Tuleh. Les années suivantes, elle participe également aux défilés des marques : Catherine Malandrino, Baby Phat, Tommy Hilfiger, James Coviello, Lela Rose, Betsey Johnson.
En 2005, elle défile pour le Victoria's Secret Fashion Show. Peu de temps après, elle devient un « Ange » de la marque.
En 2006, Selita devient le visage de la marque J.Lo by Jennifer Lopez.
En 2007, elle participe à la campagne publicitaire pour la Saint Valentin de Victoria's Secret et pose pour le magazine Sports Illustrated. Elle est également choisie pour porter le soutien-gorge « Holiday Fantasy Bra » durant le défilé de Noël de Victoria's Secret.
Il s'agit d'un soutien-gorge d'une valeur de 4 500 000 dollars, composé de diamants, d'émeraudes, de rubis et de saphirs jaunes.
En 2008, Selita est en couverture du GQ anglais et du magazine Esquire aux côtés d'Adriana Lima, de Karolina Kurkova et d'Izabel Goulart et ouvre le défilé Christian Siriano.
La même année, elle est classée douzième parmi les mannequins les mieux payés au monde avec un salaire annuel de 2,7 millions de dollars. Elle devient alors un des plus grands mannequins noirs au même titre que Liya Kebede, Naomi Campbell et Tyra Banks.
En 2009 et 2010, elle continuera à défiler pour Victoria's Secret mais ne sera plus créditée en tant qu'Ange, son contrat n'étant pas renouvelé.
Durant sa carrière, Selita pose en couverture des magazines Maxim, GQ, FHM, Ocean Drive et pour des marques comme Abercrombie & Fitch, DKNY, Maybelline, Levis, Clinique, ou encore American Eagle.

### Télévision
En 2007, elle apparaît dans un épisode de la série How I Met Your Mother en tant que guest-star avec les mannequins Marisa Miller, Adriana Lima et Alessandra Ambrosio.
En 2010, elle joue dans le clip The-Dream pour le single Make Up Bag de Kanye West ainsi que dans le court métrage Runaway où elle interprète un phénix tombé du ciel dont le héros tombe amoureux.
Elle participe également à l'émission de télé réalité de Donald Trump, Celebrity Apprentice. Elle se retrouve en compétition avec des personnalités comme Sharon Osbourne, Cyndi Lauper, Michael Johnson ou encore le gagnant Bret Michaels. Elle est disqualifiée le 11 avril 2010.

### Vie privée
Elle a eu une relation pendant 5 mois avec le rappeur Nick Cannon[pertinence contestée]. En 2010, Selita a également été en couple avec le rappeur Kanye West qu'elle a rencontré durant la production du clip Runaway. Elle a également créé une association Women’s Coalition for Empowerment and Opportunity, à la suite d'un voyage à Sierra Leone en 2008. L'organisation contribue à aider les femmes durant les guerres civiles, en Afrique, grâce à un programme éducatif.